# Dargeia micheleae
Dargeia micheleae là một loài bướm đêm trong họ Geometridae.